# Slag bij Flirey
De Slag bij Flirey was een confrontatie tussen Franse en Duitse troepen tijdens de Eerste Wereldoorlog. Door de Duitse overwinning werden de meeste spoorlijnen en wegen naar de belangrijke vestingstad Verdun afgesneden. Dit had een groot effect op het verdere verloop van de oorlog aan het westfront.

## Achtergrond
De velden van de Woëvre strekten zich uit van de stad Luxemburg tot de Franse stad Toul meer naar het zuiden. De vlakte werd geflankeerd door Hauts de Meuse langs de Maas in het westen en langs de oostzijde door het heuvelland bij de rivier de Moezel. De vlakte was ideaal voor beide zijden om troepen te transporteren zonder natuurlijke obstakels.
Voor de oorlog werd een reeks van Duitse verdedigingswerken langs de rivier de Moezel, geconcentreerd rond de stad Metz, gebouwd. De Fransen versterkten ook hun grenzen, met forten langs de Maas, geconcentreerd rond de stad Verdun.
In de eerst maanden van de oorlog wilden de Duitsers de hoogten langs deze rivieren innemen. Dit had verschillende redenen:
- Betere mogelijkheden om te verdedigen
- Het voorkomen van een Franse inval op Duits grondgebied
- De belangrijke vestingstad Verdun isoleren

## Verloop
De aanval begon op 19 september, met een Duitse cavalerieaanval op de lijn Dieulouard - Martincourt. De omgeving van het dorpje Flirey, de bossen rond en het dorp Seicheprey zelf werden snel veroverd. Franse versterkingen kwamen pas op 22 september, maar deze slaagden er niet in de Duitse opmars te stuiten. De focus van de Duitse aanval werd van het zuiden tot het zuidwesten verplaatst.
Op 24 september werd het stadje Saint-Mihiel ingenomen, ondanks de Fransen Flirey, Seicheprey en Xivray heroverden. Meer Franse versterkingen arriveerden op 27 september, maar tegen die tijd hadden de Duitsers zich al ingegraven en hun verdediging opgebouwd. De tegenaanvallen bleven duren tot 11 oktober, zonder enige terreinwinst.

## Nasleep
Door dit Duits offensief werd een saillant gecreëerd ten zuiden van Verdun. Van de twee grote wegen en de enige spoorlijn naar deze stad bleef er slechts een voor de Fransen over, wat een ernstig probleem veroorzaakte met de Franse bevoorrading. Dit, en het feit dat Verdun langs drie kanten omsingeld was, had de Fransen in 1916 tijdens de Slag bij Verdun in een penibele situatie gebracht. De "Saint-Mihielboog", zoals deze saillant ging heten, werd pas heroverd laat 1918, tijdens een Amerikaans offensief.